# Chrodigilde
Koningin Chrodigilde regeerde samen met haar echtgenoot Chlodomer over het koninkrijk Orléans.
Koning Chlodomer sneuvelde in de strijd tegen zijn broers Childebert I en Chlotarius I. Deze twee vreesden dat de zonen van hun gesneuvelde broer Chlodomer (524) hun vader zouden opvolgen. Ze lokten de neven met list weg van hun moeder-weduwe Chrodigilde. Clovis' zonen hadden besproken of ze hen zouden laten doden of scheren "zoals het overige volk". Ze lieten de keuze uiteindelijk over aan Chrodigilde. Ze zonden haar een bode, voorzien van schaar en zwaard, met de volgende woorden; "...of ze wenste dat haar kinderen met geschoren haar het leven behouden of, dat zouden worden gedood."
In haar verslagenheid antwoordde ze, dat - als ze dan toch niet de troon zouden bestijgen - zij hen liever dood zag dan geschoren (!) Twee van haar zonen werden omgebracht en een derde wist te ontkomen. Hij ontdeed zichzelf van zijn haartooi en werd geestelijke.
Chrodigilde zou met Chlotarius I getrouwd zijn geweest, na haar rouwperiode (!). Of dit een goed huwelijk was, valt zeer zwaar te betwijfelen.